# Campionati del mondo di atletica leggera
I campionati del mondo di atletica leggera (in inglese World Athletics Championships) sono una competizione sportiva internazionale a cadenza biennale organizzata dalla World Athletics, in cui si assegnano i titoli mondiali di diverse specialità dell'atletica leggera maschile e femminile (tutte quelle ufficiali dell'atletica leggera "Track and field" all'aperto più quattro gare di marcia su strada e due maratone).
La prima edizione ufficiale si tenne nel 1983 a Helsinki, in Finlandia; fino al 1991 l'evento si disputò ogni quattro anni (come i Giochi olimpici), per poi passare alla cadenza biennale, negli anni dispari.

## Edizioni

Paesi che hanno ospitato 2 edizioni dei campionati
Paesi che hanno ospitato 1 sola edizione dei campionati
Paesi che ospiteranno i prossimi campionati

Paesi che hanno ospitato 2 edizioni dei campionati
     Paesi che hanno ospitato 1 sola edizione dei campionati
     Paesi che ospiteranno i prossimi campionati
| Edizione | Anno | Città       | Nazione       | Data                     | Sede                                 | Atleti partecipanti | Nazioni partecipanti |
| -------- | ---- | ----------- | ------------- | ------------------------ | ------------------------------------ | ------------------- | -------------------- |
| -        | 1976 | Malmö       | Svezia        | 18 settembre             | Malmö Stadion                        | 42                  | 20                   |
| -        | 1980 | Sittard     | Paesi Bassi   | 14 - 16 agosto           | De Baandert                          | 42                  | 21                   |
| 1        | 1983 | Helsinki    | Finlandia     | 7 - 14 agosto            | Olympiastadion                       | 1 572               | 153                  |
| 2        | 1987 | Roma        | Italia        | 28 agosto - 6 settembre  | Stadio Olimpico                      | 1 741               | 157                  |
| 3        | 1991 | Tokyo       | Giappone      | 23 agosto - 1º settembre | Stadio Olimpico                      | 1 551               | 164                  |
| 4        | 1993 | Stoccarda   | Germania      | 13 - 22 agosto           | Neckarstadion                        | 1 689               | 187                  |
| 5        | 1995 | Göteborg    | Svezia        | 4 - 13 agosto            | Ullevi                               | 1 804               | 191                  |
| 6        | 1997 | Atene       | Grecia        | 1º - 10 agosto           | Olympiakó Stádio                     | 2 266               | 200                  |
| 7        | 1999 | Siviglia    | Spagna        | 20 - 29 agosto           | Estadio Olímpico de la Cartuja       | 1 903               | 198                  |
| 8        | 2001 | Edmonton    | Canada        | 3 - 12 agosto            | Commonwealth Stadium                 | 1 766               | 200                  |
| 9        | 2003 | Saint-Denis | Francia       | 23 - 31 agosto           | Stade de France                      | 2 008               | 203                  |
| 10       | 2005 | Helsinki    | Finlandia     | 6 - 14 agosto            | Olympiastadion                       | 1 900               | 209                  |
| 11       | 2007 | Osaka       | Giappone      | 25 agosto - 2 settembre  | Stadio Nagai                         | 1 978               | 200                  |
| 12       | 2009 | Berlino     | Germania      | 15 - 22 agosto           | Olympiastadion                       | 2 101               | 202                  |
| 13       | 2011 | Taegu       | Corea del Sud | 27 agosto - 4 settembre  | Stadio di Taegu                      | 1 945               | 202                  |
| 14       | 2013 | Mosca       | Russia        | 10 - 18 agosto           | Stadio Lužniki                       | 1 974               | 206                  |
| 15       | 2015 | Pechino     | Cina          | 22 - 30 agosto           | Stadio nazionale                     | 1 933               | 206                  |
| 16       | 2017 | Londra      | Regno Unito   | 4 - 13 agosto            | London Stadium                       | 1 795               | 204                  |
| 17       | 2019 | Doha        | Qatar         | 27 settembre - 6 ottobre | Stadio Internazionale Khalifa        | 1 972               | 209                  |
| 18       | 2022 | Eugene      | Stati Uniti   | 15 - 24 luglio           | Hayward Field                        | 1 700+              | 180                  |
| 19       | 2023 | Budapest    | Ungheria      | 19 - 27 agosto           | Centro nazionale di atletica leggera | 2 100+              | 202                  |
| 20       | 2025 | Tokyo       | Giappone      | 13 - 21 settembre        | Stadio nazionale del Giappone        |                     |                      |
| 21       | 2027 | Pechino     | Cina          |                          |                                      |                     |                      |

## Medagliere generale

Grafico delle medaglie vinte ai Mondiali di atletica leggera, suddivise per nazione

Statistiche aggiornate a Budapest 2023. Sono indicate in corsivo le nazioni non più esistenti.
| Posizione | Paese                       | Oro | Argento | Bronzo | Totale |
| --------- | --------------------------- | --- | ------- | ------ | ------ |
| 1         | Stati Uniti                 | 195 | 134     | 114    | 443    |
| 2         | Kenya                       | 65  | 58      | 48     | 171    |
| 3         | Russia                      | 42  | 52      | 48     | 142    |
| 4         | Giamaica                    | 40  | 61      | 48     | 149    |
| 5         | Germania                    | 39  | 36      | 48     | 123    |
| 6         | Etiopia                     | 35  | 38      | 31     | 104    |
| 7         | Regno Unito                 | 33  | 40      | 48     | 121    |
| 8         | Unione Sovietica            | 23  | 27      | 28     | 78     |
| 9         | Cina                        | 22  | 26      | 27     | 75     |
| 10        | Cuba                        | 22  | 25      | 16     | 63     |
| 11        | Germania Est                | 21  | 19      | 16     | 56     |
| 12        | Polonia                     | 20  | 20      | 25     | 65     |
| 13        | Australia                   | 15  | 16      | 14     | 45     |
| 14        | Rep. Ceca                   | 15  | 5       | 8      | 28     |
| 15        | Francia                     | 14  | 19      | 23     | 56     |
| 16        | Italia                      | 13  | 18      | 20     | 51     |
| 17        | Ucraina                     | 12  | 15      | 16     | 43     |
| 18        | Marocco                     | 12  | 12      | 9      | 33     |
| 19        | Sudafrica                   | 12  | 7       | 8      | 27     |
| 19        | Svezia                      | 12  | 7       | 8      | 27     |
| 21        | Norvegia                    | 12  | 6       | 6      | 24     |
| 22        | Spagna                      | 11  | 19      | 16     | 46     |
| 23        | Canada                      | 11  | 18      | 17     | 46     |
| 24        | Bielorussia                 | 10  | 11      | 12     | 33     |
| 25        | Bahamas                     | 9   | 9       | 8      | 26     |
| 26        | Giappone                    | 8   | 9       | 18     | 35     |
| 27        | Bahrein                     | 8   | 3       | 3      | 14     |
| 28        | Paesi Bassi                 | 7   | 9       | 12     | 28     |
| 29        | Finlandia                   | 7   | 8       | 8      | 23     |
| 30        | Portogallo                  | 7   | 7       | 9      | 23     |
| 31        | Uganda                      | 7   | 2       | 4      | 13     |
| 32        | Grecia                      | 6   | 7       | 12     | 25     |
| 33        | Algeria                     | 6   | 2       | 3      | 11     |
| 34        | Nuova Zelanda               | 6   | 1       | 1      | 8      |
| 35        | Romania                     | 5   | 8       | 12     | 25     |
| 36        | Bulgaria                    | 5   | 3       | 8      | 16     |
| 37        | Qatar                       | 5   | 2       | 4      | 11     |
| 38        | Cecoslovacchia              | 4   | 4       | 3      | 11     |
| 39        | Croazia                     | 4   | 4       | 2      | 10     |
| 40        | Colombia                    | 4   | 3       | 2      | 9      |
| 41        | Rep. Dominicana             | 4   | 2       | 1      | 7      |
| 42        | Irlanda                     | 4   | 2       | 0      | 6      |
| 43        | Svizzera                    | 4   | 0       | 5      | 9      |
| 44        | Venezuela                   | 4   | 0       | 1      | 5      |
| -         | Atleti Neutrali Autorizzati | 3   | 8       | 1      | 12     |
| 45        | Germania Ovest              | 3   | 6       | 3      | 12     |
| 46        | Trinidad e Tobago           | 3   | 5       | 7      | 15     |
| 47        | Messico                     | 3   | 4       | 7      | 14     |
| 48        | Lituania                    | 3   | 3       | 3      | 9      |
| 49        | Ecuador                     | 3   | 2       | 1      | 6      |
| 50        | Grenada                     | 3   | 1       | 2      | 6      |
| 51        | Mozambico                   | 3   | 1       | 1      | 5      |
| 52        | Danimarca                   | 3   | 0       | 1      | 4      |
| 53        | Brasile                     | 2   | 6       | 8      | 16     |
| 54        | Estonia                     | 2   | 6       | 2      | 10     |
| 55        | Belgio                      | 2   | 2       | 7      | 11     |
| 56        | Slovenia                    | 2   | 2       | 3      | 7      |
| 57        | Tagikistan                  | 2   | 1       | 0      | 3      |
| 57        | Perù                        | 2   | 1       | 0      | 2      |
| 59        | Nigeria                     | 1   | 5       | 5      | 11     |
| 60        | Namibia                     | 1   | 4       | 1      | 6      |
| 61        | Kazakistan                  | 1   | 3       | 5      | 9      |
| 62        | Turchia                     | 1   | 3       | 0      | 4      |
| 63        | Botswana                    | 1   | 2       | 1      | 4      |
| 64        | Zambia                      | 1   | 2       | 0      | 3      |
| 65        | Burkina Faso                | 1   | 1       | 1      | 3      |
| 65        | India                       | 1   | 1       | 1      | 3      |
| 65        | Turchia                     | 1   | 1       | 1      | 3      |
| 68        | Panama                      | 1   | 1       | 0      | 2      |
| 68        | Eritrea                     | 1   | 1       | 0      | 2      |
| 70        | Saint Kitts e Nevis         | 1   | 0       | 4      | 5      |
| 71        | Serbia                      | 1   | 0       | 3      | 4      |
| 71        | Slovacchia                  | 1   | 0       | 3      | 4      |
| 73        | Barbados                    | 1   | 0       | 2      | 3      |
| 73        | Siria                       | 1   | 0       | 2      | 3      |
| 75        | Senegal                     | 1   | 0       | 1      | 2      |
| 75        | Somalia                     | 1   | 0       | 1      | 12     |
| 77        | Corea del Nord              | 1   | 0       | 0      | 1      |
| 78        | Ungheria                    | 0   | 7       | 8      | 15     |
| 79        | Costa d'Avorio              | 0   | 4       | 1      | 5      |
| 80        | Israele                     | 0   | 3       | 2      | 5      |
| 81        | Porto Rico                  | 0   | 3       | 1      | 4      |
| 82        | Burundi                     | 0   | 2       | 1      | 3      |
| 82        | Gibuti                      | 0   | 2       | 1      | 3      |
| 84        | Camerun                     | 0   | 2       | 0      | 2      |
| 85        | Austria                     | 0   | 1       | 3      | 4      |
| 86        | Bosnia ed Erzegovina        | 0   | 1       | 1      | 2      |
| 86        | Cipro                       | 0   | 1       | 1      | 2      |
| 86        | Ghana                       | 0   | 1       | 1      | 2      |
| 86        | Lettonia                    | 0   | 1       | 1      | 2      |
| 86        | Filippine                   | 0   | 1       | 1      | 2      |
| 86        | Corea del Sud               | 0   | 1       | 1      | 2      |
| 86        | Sri Lanka                   | 0   | 1       | 1      | 2      |
| 86        | Suriname                    | 0   | 1       | 1      | 2      |
| 86        | Tanzania                    | 0   | 1       | 1      | 2      |
| 95        | Bermuda                     | 0   | 1       | 0      | 1      |
| 95        | Egitto                      | 0   | 1       | 0      | 1      |
| 95        | Sudan                       | 0   | 1       | 0      | 1      |
| 95        | Pakistan                    | 0   | 1       | 0      | 1      |
| 95        | Isole Vergini Britanniche   | 0   | 1       | 0      | 1      |
| 100       | Arabia Saudita              | 0   | 0       | 1      | 1      |
| 100       | Dominica                    | 0   | 0       | 1      | 1      |
| 100       | Haiti                       | 0   | 0       | 1      | 1      |
| 100       | Iran                        | 0   | 0       | 1      | 1      |
| 100       | Isole Cayman                | 0   | 0       | 1      | 1      |
| 100       | Samoa Americane             | 0   | 0       | 1      | 1      |
| 100       | Zimbabwe                    | 0   | 0       | 1      | 1      |
| Totale    | Totale                      | 878 | 884     | 880    | 2 642  |

## Atleti plurimedagliati
Statistiche aggiornate a Oregon 2022.

### Uomini
Sono 16 gli atleti che hanno vinto almeno sei medaglie.
| Atleta             | Oro | Argento | Bronzo | Totale |
| ------------------ | --- | ------- | ------ | ------ |
| Usain Bolt         | 11  | 2       | 1      | 14     |
| LaShawn Merritt    | 8   | 3       | 0      | 11     |
| Carl Lewis         | 8   | 1       | 1      | 10     |
| Justin Gatlin      | 4   | 6       | 0      | 10     |
| Michael Johnson    | 8   | 0       | 0      | 8      |
| Mo Farah           | 6   | 2       | 0      | 8      |
| Ezekiel Kemboi     | 4   | 3       | 0      | 7      |
| Haile Gebrselassie | 4   | 2       | 1      | 7      |
| Serhij Bubka       | 6   | 0       | 0      | 6      |
| Jeremy Wariner     | 5   | 1       | 0      | 6      |
| Kenenisa Bekele    | 5   | 0       | 1      | 6      |
| Lars Riedel        | 5   | 0       | 1      | 6      |
| Hicham El Guerrouj | 4   | 2       | 0      | 6      |
| Butch Reynolds     | 3   | 2       | 1      | 6      |
| Bernard Lagat      | 2   | 3       | 1      | 6      |
| Gregory Haughton   | 0   | 4       | 2      | 6      |

### Donne
Sono 24 le atlete che hanno vinto almeno sei medaglie.
| Atleta                  | Oro | Argento | Bronzo | Totale |
| ----------------------- | --- | ------- | ------ | ------ |
| Allyson Felix           | 14  | 3       | 3      | 20     |
| Shelly-Ann Fraser-Pryce | 10  | 4       | 0      | 14     |
| Merlene Ottey           | 3   | 4       | 7      | 14     |
| Veronica Campbell-Brown | 3   | 7       | 1      | 11     |
| Jearl Miles-Clark       | 4   | 3       | 2      | 9      |
| Gail Devers             | 5   | 3       | 0      | 8      |
| Gwen Torrence           | 3   | 4       | 1      | 8      |
| Shericka Jackson        | 3   | 2       | 3      | 8      |
| Christine Ohuruogu      | 2   | 1       | 5      | 8      |
| Sanya Richards-Ross     | 5   | 2       | 0      | 7      |
| Carmelita Jeter         | 3   | 1       | 3      | 7      |
| Julija Pečënkina        | 2   | 3       | 2      | 7      |
| Gong Lijiao             | 2   | 2       | 3      | 7      |
| Beverly McDonald        | 1   | 4       | 2      | 7      |
| Lorraine Fenton         | 1   | 3       | 3      | 7      |
| Jessica Beard           | 5   | 1       | 0      | 6      |
| Tirunesh Dibaba         | 5   | 1       | 0      | 6      |
| Natasha Hastings        | 5   | 1       | 0      | 6      |
| Kerron Stewart          | 3   | 3       | 0      | 6      |
| Heike Drechsler         | 2   | 2       | 2      | 6      |
| Novlene Williams-Mills  | 1   | 4       | 1      | 6      |
| Irina Privalova         | 1   | 3       | 2      | 6      |
| Dina Asher-Smith        | 1   | 3       | 2      | 6      |
| Grit Breuer             | 1   | 2       | 3      | 6      |

## Atleti con il maggior numero di partecipazioni
Statistiche aggiornate a Budapest 2023.
Sono 26 (12 uomini e 14 donne) gli atleti che hanno preso parte ad almeno 9 edizioni dei campionati.

### Uomini
| Presenze | Atleta             | Edizioni                               | Specialità                 |
| -------- | ------------------ | -------------------------------------- | -------------------------- |
| 13       | Jesús Ángel García | 93 95 97 99 01 03 05 07 09 11 13 15 19 | Marcia 50 km               |
| 13       | João Vieira        | 99 01 03 05 07 09 11 13 15 17 19 22 23 | Marcia 20 km, 35 km, 50 km |
| 11       | Bat-Ochiryn Ser-Od | 03 05 07 09 11 13 15 17 19 22 23       | Maratona                   |
| 10       | Virgilijus Alekna  | 95 97 99 01 03 05 07 09 11 13          | Lancio del disco           |
| 10       | Kim Collins        | 95 97 99 01 03 05 07 09 11 15          | 100 m, 200 m, 4×100 m      |
| 9        | Tim Berrett        | 91 93 95 97 99 01 03 05 07             | Marcia 20 km, 50 km        |
| 9        | Danny McFarlane    | 93 95 97 99 01 03 05 07 09             | 400 m, 400 hs, 4×400 m     |
| 9        | Hatem Ghoula       | 93 95 97 99 01 03 05 07 13             | Marcia 20 km               |
| 9        | Nicola Vizzoni     | 97 99 01 03 05 07 09 11 13             | Lancio del martello        |
| 9        | Chris Brown        | 99 01 03 05 07 09 11 13 15             | 400 m, 4×400 m             |
| 9        | Andrés Chocho      | 07 09 11 13 15 17 19 22 23             | Marcia 20 km, 35 km, 50 km |
| 9        | Donald Thomas      | 07 09 11 13 15 17 19 22 23             | Salto in alto              |

### Donne
| Presenze | Atleta                   | Edizioni                         | Specialità                                    |
| -------- | ------------------------ | -------------------------------- | --------------------------------------------- |
| 11       | Susana Feitor            | 91 93 95 97 99 01 03 05 07 09 11 | Marcia 10 km, 20 km                           |
| 11       | Inês Henriques           | 01 05 07 09 11 13 15 17 19 22 23 | 20 km, 35 km, 50 km                           |
| 10       | Franka Dietzsch          | 91 93 95 97 99 01 03 05 07 09    | Lancio del disco                              |
| 10       | Nicoleta Grasu           | 93 95 97 99 01 05 07 09 11 13    | Lancio del disco                              |
| 10       | Mélina Robert-Michon     | 01 03 07 09 13 15 17 19 22 23    | Lancio del disco                              |
| 10       | Allyson Felix            | 03 05 07 09 11 13 15 17 19 22    | 200 m, 400 m, 4×100 m, 4×400 m, 4×400 m mista |
| 9        | Laverne Eve              | 87 91 95 97 99 01 03 05 07       | Lancio del giavellotto                        |
| 9        | Jackie Edwards           | 91 93 95 97 99 01 03 05 07       | Salto in lungo, salto triplo                  |
| 9        | Maria Mutola             | 91 93 95 97 99 01 03 05 07       | 800 metri piani                               |
| 9        | Elisângela Adriano       | 91 93 97 01 03 05 07 09 11       | Getto del peso, lancio del disco              |
| 9        | Venelina Veneva          | 91 95 99 01 03 05 09 11 15       | Salto in alto                                 |
| 9        | Debbie Ferguson-McKenzie | 95 97 99 01 03 07 09 11 13       | 100 m, 200 m, 4×100 m                         |
| 9        | Zhang Wenxiu             | 01 03 05 07 09 11 13 15 17       | Lancio del martello                           |
| 9        | Gong Lijiao              | 07 09 11 13 15 17 19 22 23       | Getto del peso                                |

## Eventi correlati
Precedentemente all'edizione inaugurale di Helsinki 1983 la World Athletics ha organizzato eventi per singole discipline che sono considerati come dei campionati del mondo.
Gli eventi hanno coinvolto alcune specialità che ai tempi non erano olimpiche, per la precisione la marcia 50 km maschile nel 1976 a Malmö (Svezia), i 3000 metri piani e i 400 metri ostacoli femminili nel 1980 a Sittard (Paesi Bassi).